# توم بيرد
توم بيرد (بالإنجليزية: Tom Byrd)‏ مواليد 18 مايو 1960 في الفلبين، الولايات المتحدة، هو ممثل أمريكي. ظهر بشكل أساسي في أعمال على التلفاز بين عامي 1981 و2000.

## الأعمال
- لافيرن وشيرلي (1981) (بدور: مايك)
- كوينسي إم إي (1982) (بدور: بيري جوردان)
- حقائق الحياة (مسلسل) (1982) (بدور: ليو)
- جزيرة الفنتازيا (1983) (بدور: إيثان)
- أليس (مسلسل) (1983) (بدور: رودي)
- روابط عائلية (مسلسل) (1984) (بدور: ريك هارمن)
- ريمنغتون ستيل (1984) (بدور: شيب فلاورز)
- حقائق الحياة (مسلسل) (1985) (بدور: نيك)
- كين وأبيل (1985) (بدور: ريتشارد كين)
- فرايجر (مسلسل) (2000) (بدور: تيم والش)

## روابط خارجية
- توم بيرد على موقع IMDb (الإنجليزية)
- توم بيرد على موقع قاعدة بيانات الفيلم (الإنجليزية)